# Pescara (provincie)
De kleine provincie Pescara ligt in het midden van de centraal Italiaanse regio Abruzzo. In het noorden grenst Pescara met de provincie Teramo, in het westen met l'Aquila en in het zuiden met de provincie Chieti.

## Territorium

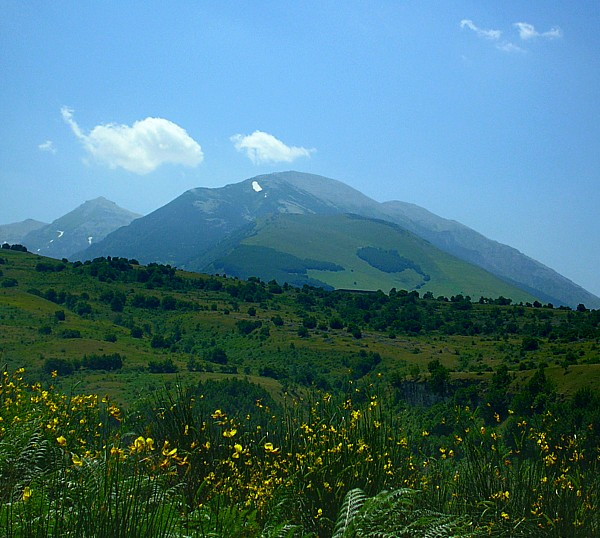
Majella

Het grondgebied van de provincie loopt op van de Adriatische zandstranden tot de 2798 meter hoge Monte Amaro. Dit is de hoogste top van het uitgestrekte en ongerepte Majella massief dat in het uiterste zuiden van de provincie ligt. In het westen vormt de 1802 meter hoge Monte Cappucciata het hoogste punt. Het gebied tussen de gebergten en de kust is heuvelachtig en kent veel landbouw. Het belangrijkste dal is het Valle del Pescara. Hier lopen ook de snelweg (A25) en spoorlijn door richting l'Aquila en Rome. Dit dal is redelijk dichtbevolkt, vooral richting de Pescara. De iets meer dan tien kilometer lange kustlijn van de provincie is geheel bebouwd. Hier liggen de steden Pescara en Montesilvano. De kustplaatsen en dorpen uit het Valle del Pescara zijn goed bereikbaar. Het binnenland echter is zeer slecht ontsloten.

## Bezienswaardigheden
De hoofdstad Pescara is niet echt bezienswaardig. Aangezien de stad pas sinds 1927 bestaat kan er van een historisch centrum niet echt sprake zijn. Daarnaast is de stad ook nog eens gebombardeerd geweest gedurende de Tweede Wereldoorlog. In de stad zijn nog wel een aantal mooie panden in de Liberty-stijl te vinden. In het westen liggen landinwaarts twee mooie plaatsen Città Sant'Angelo en Penne. Bij de laatste plaats ligt een gelijknamig stuwmeer dat waarvan de oevers dienen als vogelreservaat dat beheerd wordt door het Wereld Natuur Fonds. Aan het einde van het Valle della Pescara ligt Popoli, volgens velen de mooiste plaats van de provincie met zijn mooie middeleeuwse centrum. Het Majella massief behoort tot de meest ongerepte gebieden van Italië. Het is zeer moeilijk toegankelijk, dit in tegenstelling van het Gran Sasso Massief. De enige weg die diep het gebergte indringt is de die naar Maielletta (1995 meter). Het gebied trok in het verleden ook kluizenaars aan die er ook de meest afgelegen plaatsen gingen wonen. In de buurt van Roccamorice en Caramanico Terme zijn er nog een aantal van die verblijven te vinden.

## Belangrijke plaatsen
- Pescara (120.500 inw.)
- Montesilvano (43.258 inw.)
- Penne (12.300 inw.)
- Spoltore (13.800 inw.)

## Foto's

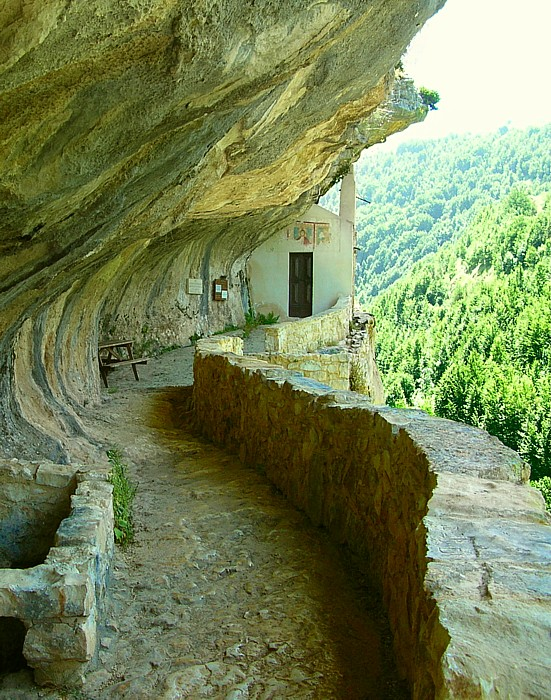
Roccamorice
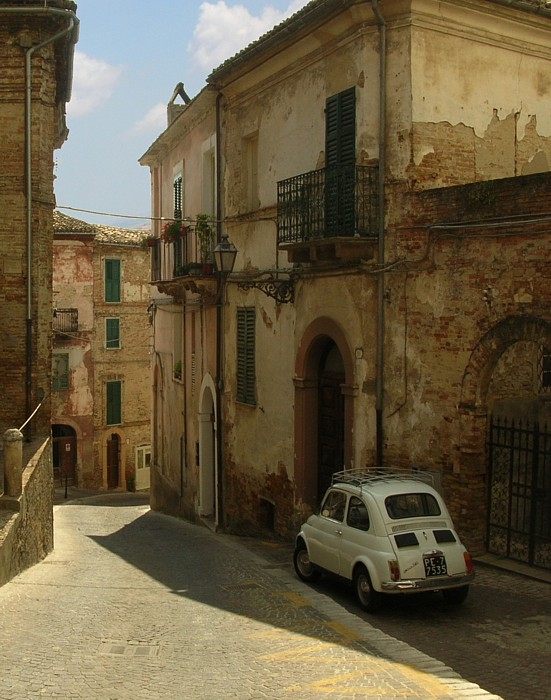
Penne